# Залески (Львовская область)
Залески (укр. Заліски) — село в Ходоровской городской общине Стрыйского района Львовской области Украины.
Население по переписи 2001 года составляло 549 человек. Занимает площадь 0,78 км². Почтовый индекс — 81726. Телефонный код — 3239.

## История
В 1946 году указом ПВС УССР село Залесцы переименовано в Залески.